# Seznam voleb prezidenta Maďarska

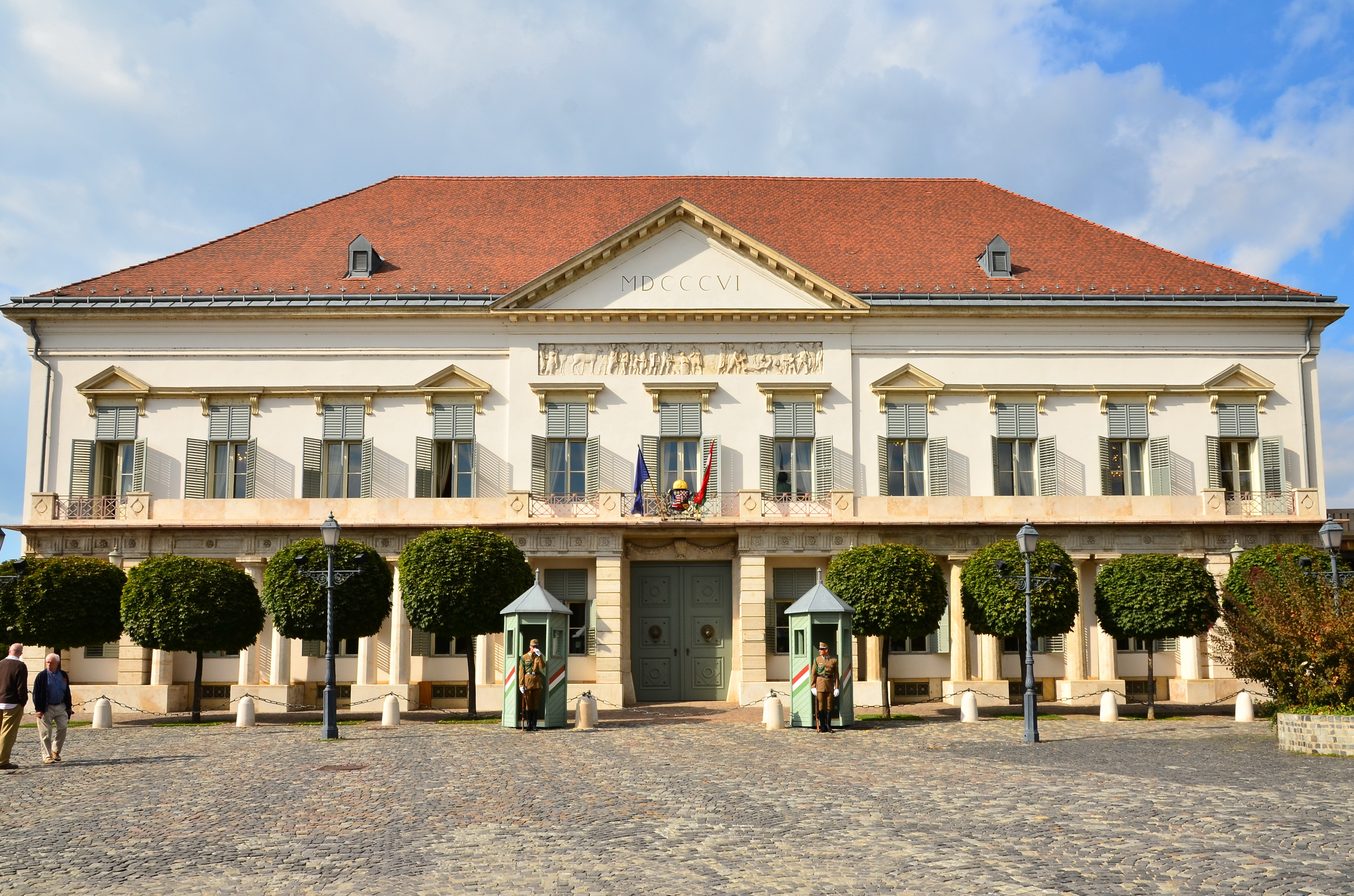
Sándorův palác – sídlo prezidenta

Prezident Maďarska je do svého úřadu volen parlamentem v tajných volbách na 5 let a může být zvolen na dvě po sobě následující období.

## Prezidenti
| Období    | Prezident (strana)        | Protikandidát (strana)  |
| --------- | ------------------------- | ----------------------- |
| 1990–1995 | Árpád Göncz (SZDSZ)       | —                       |
| 1995–2000 | Árpád Göncz (SZDSZ)       | Ferenc Mádl (nestraník) |
| 2000–2005 | Ferenc Mádl (nestraník)   | —                       |
| 2005–2010 | László Sólyom (nestraník) | Katalin Szili (MSZP)    |
| 2010–2012 | Pál Schmitt (Fidesz)      | András Balogh (MSZP)    |
| 2012–2022 | János Áder (Fidesz)       | —                       |
| 2022–2024 | Katalin Nováková (Fidesz) | Péter Róna (nestraník)  |
| 2024–     | Tamás Sulyok (nestraník)  | —                       |

## Volby 1990
Po prvních svobodných parlamentních volbách v roce 1990, na základě paktu mezi dvěma nejsilnějšími stranami MDF a SZDSZ, zvolil parlament prvním prezidentem Maďarské republiky spisovatele a disidenta Árpáda Göncze, který byl členem SZDSZ.
Volby proběhly dne 29. července 1990, z celkem 310 odevzdaných hlasů bylo 308 platných. Pro zvolení Árpáda Göncze hlasovalo 295 poslanců. Úřadu se ujal dne 2. května 1990 a v roce 1995 byl prezidentem zvolen podruhé.

## Volby 1995
Prezidentské volby 1995 se konaly 19. června. Kandidátem vládnoucí koalice MSZP-SZDSZ byl tehdejší prezident Árpád Göncz, kandidátem opozice (zvané Občansko-demokratická) byl Ferenc Mádl. Poslanci FKGP se neúčastnili hlasování, jelikož požadovali přímou volbu prezidenta. Výsledky tajného hlasování dopadly jednoznačně: Árpád Göncz získal 259 hlasů, zatímco Ferenc Mádl jen 76 hlasů, dále bylo 14 hlasů neplatných.
Prezidentem republiky s mandátem do roku 2000 byl tedy podruhé zvolen Árpád Göncz, který je zatím stále jediným prezidentem, který vládl ve dvou funkčních obdobích.

## Volby 2000
Prezidentské volby 2000 se konaly 5. a 6. června. Kandidátem vládnoucí pravicové koalice byl Ferenc Mádl. Opozice žádného kandidáta nenavrhla. Hlasovalo se tedy, zdali se má stát Ferenc Mádl prezidentem. Pro ANO hlasovalo 243 poslanců, pro NE hlasovalo 96 poslanců a dále bylo odevzdáno 12 neplatných hlasů.
Prezidentem republiky s mandátem do roku 2005 byl tedy zvolen Ferenc Mádl. Úřadu se oficiálně ujal dne 4. srpna 2000.

## Volby 2005

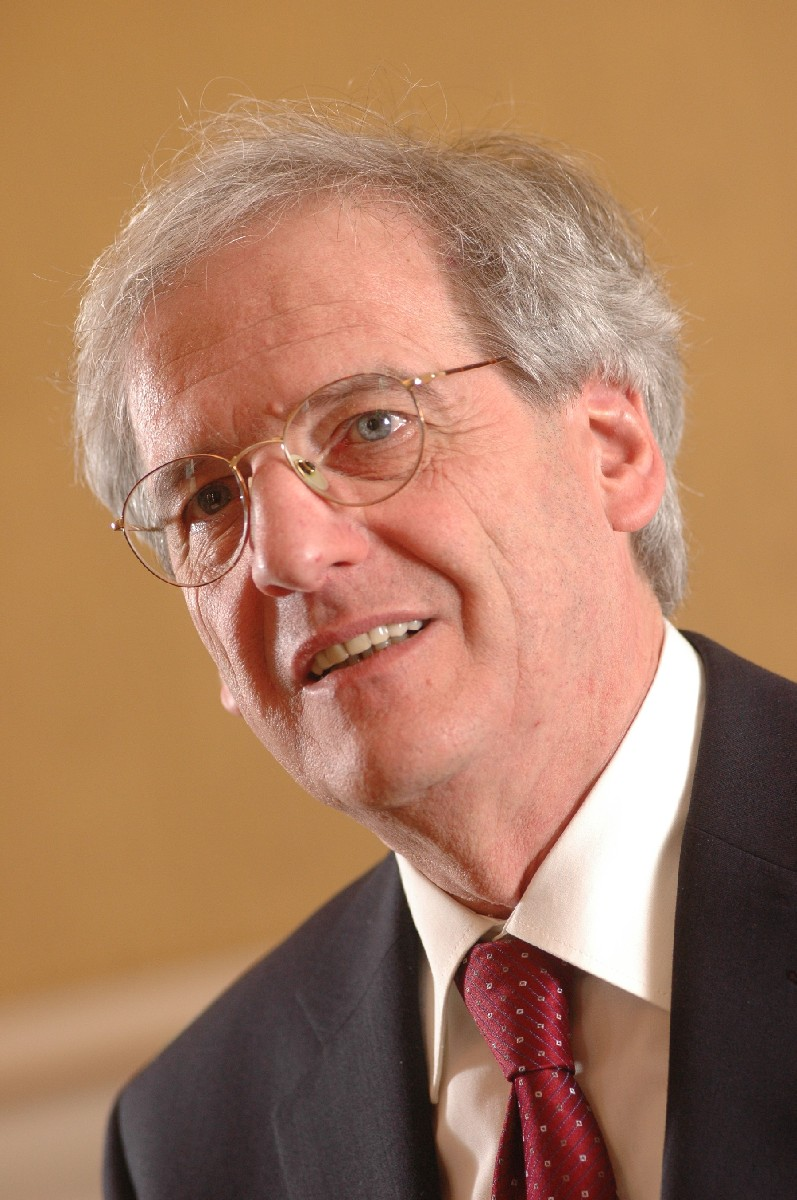
László Sólyom byl prezidentem republiky v letech 2005–2010

Prezidentské volby 2005 se konaly 6. a 7. června. Kandidátkou vládnoucí MSZP byla předsedkyně parlamentu Katalin Szili, kandidátem pravicové opozice Fidesz a MDF byl bývalý prezident Ústavního soudu László Sólyom.
V prvním kole nebyl zvolen žádný kandidát. Druhý den voleb až ve třetím kole získal kandidát opozice László Sólyom celkem 185 hlasů, zatímco kandidátka vládní koalice Katalin Szili jen 182 hlasů, zřejmě kvůli nehlasování koaličního partnera SZDSZ. Prezidentem republiky s mandátem do roku 2010 byl tedy zvolen László Sólyom. Úřadu se oficiálně ujal dne 5. srpna 2005.

## Volby 2010
Prezidentské volby 2010 se konaly krátce po parlamentních volbách, ve kterých drtivě zvítězila strana Fidesz, která díky společné kandidátce s KDNP má v parlamentu dvou třetinovou ústavní většinu. Výběr a volba prezidenta byly tedy plně v jejích rukách. 

### Kandidáti na prezidenta
Vládní strana Fidesz navrhla předsedu parlamentu Pála Schmitta. Druhá nejsilnější MSZP kandidovala Andráse Balogha. Kandidátkou krajně pravicového Jobbiku byla europoslankyně Krisztina Morvai. A nejmenší parlamentní strana LMP chtěla navrhnout tehdejšího prezideta László Sólyoma, ale neměla dostatek hlasů.
Podle průzkumů veřejného mínění si veřejnost přála opětovné zvolení Sólyoma, ale Fidesz prosadil svého kandidáta. Podle politologů totiž premiér Viktor Orbán plánuje velké změny v ústavě a Sólyom, jako bývalý ústavní právník, by mohl být překážkou při těchto změnách.

### Volba
Volba prezidenta republiky se konala dne 29. června 2010.
| Kandidát             | Strana               | Počet hlasů | Počet hlasů v % |
| -------------------- | -------------------- | ----------- | --------------- |
| Pál Schmitt          | Fidesz               | 263         | 68.1            |
| András Balogh        | MSZP                 | 59          | 15.3            |
| Zdrželo se hlasování | Zdrželo se hlasování | 20          | 5.2             |
| Neplatné hlasy       | Neplatné hlasy       | 44          | 11.4            |
| Celkem hlasovalo     | Celkem hlasovalo     | 366         | 94.8            |
| Celkem poslanců      | Celkem poslanců      | 386         | 100.00          |

Prezidentem republiky s mandátem do roku 2015 byl zvolen Pál Schmitt. Hlasovalo pro něj 263 poslanců (Fidesz 227 + KDNP 36). Úřadu se oficiálně ujal dne 6. srpna 2010.

## Volby 2012
| Kandidát             | Strana               | Počet hlasů | Počet hlasů v % |
| -------------------- | -------------------- | ----------- | --------------- |
| János Áder           | Fidesz               | 262         | 67,87 %         |
| PROTI Áderovi        |                      | 40          | 10,36 %         |
| Zdrželo se hlasování | Zdrželo se hlasování | 79          | 20,47 %         |
| Neplatné hlasy       | Neplatné hlasy       | 5           | 1,30 %          |
| Celkem hlasovalo     | Celkem hlasovalo     | 307         | 79,53 %         |
| Celkem poslanců      | Celkem poslanců      | 386         | 100.00 %        |

Prezidentem republiky s mandátem do roku 2017 byl zvolen János Áder. Úřadu se oficiálně ujal 10. května 2012.

## Volby 2017
| Kandidát         | Strana           | I. kolo | I. kolo | II. kolo | II. kolo |
| Kandidát         | Strana           | Počet   | v %     | Počet    | v %      |
| ---------------- | ---------------- | ------- | ------- | -------- | -------- |
| János Áder       | Fidesz           | 131     | 66.0    | 131      | 66.0     |
| László Majtényi  | nestraník        | 44      | 22.0    | 39       | 20.0     |
| Neplatné hlasy   | Neplatné hlasy   | 0       | —       | 0        | —        |
| Nehlasovalo      | Nehlasovalo      | 24      | 12.0    | 29       | 14.0     |
| Celkem hlasovalo | Celkem hlasovalo | 175     | 88.0    | 170      | 85.0     |
| Celkem poslanců  | Celkem poslanců  | 199     | 100.00  | 199      | 100.00   |

## Volby 2022
| Kandidát         | Strana           | Výsledek | Výsledek |
| Kandidát         | Strana           | Počet    | v %      |
| ---------------- | ---------------- | -------- | -------- |
| Katalin Nováková | Fidesz           | 137      | 68,84    |
| Péter Róna       | nestraník        | 51       | 25,62    |
| Neplatné hlasy   | Neplatné hlasy   | 5        | 2,51     |
| Nehlasovalo      | Nehlasovalo      | 24       | 3,01     |
| Celkem hlasovalo | Celkem hlasovalo | 193      | 96,98    |
| Celkem poslanců  | Celkem poslanců  | 199      | 100      |

## Volby 2024
| Kandidát         | Podporující subjekty | I. kolo | I. kolo | II. kolo | II. kolo |
| Kandidát         | Podporující subjekty | Počet   | v %     | Počet    | v %      |
| ---------------- | -------------------- | ------- | ------- | -------- | -------- |
| Tamás Sulyok     | Fidesz, KDNP         |         |         |          |          |
| PROTI            |                      |         |         |          |          |
| Neplatné hlasy   |                      |         |         |          |          |
| Nehlasovalo      |                      |         |         |          |          |
| Celkem hlasovalo |                      |         |         |          |          |
| Celkem poslanců  | Celkem poslanců      | 199     | 100.00  | 199      | 100.00   |